# Sobriété énergétique
Pour les articles homonymes, voir Sobriété.
La sobriété énergétique est la diminution des consommations d'énergie par des changements de modes de vie et des transformations sociales. Ce concept politique se traduit notamment par la limitation, à un niveau suffisant, des biens et services, produits et consommés. Centrée sur les comportements, l'organisation et la structure de la société, la sobriété énergétique se distingue des autres démarches de transition énergétique par son approche non techniciste. Sa confusion avec l'efficacité énergétique demeure fréquente,.
La sobriété énergétique peut amener à reconsidérer les besoins au regard de leur coût environnemental. Leur perception peut en effet être fortement modifiée par la publicité.
La sobriété énergétique s'applique au regard d'un cadre constitué par les limites environnementales. Celles-ci se définissent par des stocks épuisables (ressources disponibles, notamment en énergies fossiles) et des seuils à ne pas dépasser (émissions de gaz à effet de serre, pollution, etc.).

## Étymologie
La sobriété, du latin sobrietas, se rapporte à la tempérance, la mesure, la modération, notamment dans la consommation alimentaire : « le fait de manger, de boire avec modération ». L'adjectif « sobre » se réfère quant à lui également aux notions de frugalité, de simplicité, voire d'austérité, de jeûne, d'ascèse ou de privation,.
La sobriété énergétique se rapporte donc à la modération dans la consommation d'énergie.

## Caractéristiques

### Définitions
Selon le groupe d’experts intergouvernemental sur l’évolution du climat (GIEC), la sobriété peut être définie comme « l'ensemble de mesures et de pratiques quotidiennes qui permettent d’éviter la demande d’énergie, de matériaux, de terres et d’eau tout en assurant le bien-être de tous les êtres humains dans les limites de la planète ».
Jean-Marc Jancovici distingue sobriété, efficacité, et pauvreté. « La sobriété, c’est se priver délibérément d’un service donné comme baisser la température dans une pièce ou acheter une voiture plus petite. L'efficacité, c’est utiliser moins d'énergie pour fabriquer le même service. Et enfin, la pauvreté, c’est la sobriété subie car non planifiée et non organisée ».
La sobriété énergétique se différencie de l'efficacité énergétique par l'effet rebond.
La sobriété énergétique est mise en œuvre par une baisse de la consommation. Pour aller dans le même sens, l'efficacité énergétique doit être associée à une prise de conscience sociale du but recherché. En effet, « le gain généré par l’efficacité énergétique est souvent compensé par une évolution des besoins qui se traduit par une hausse de la consommation ». Ce phénomène est provoqué par l’effet rebond qui réduit les gains des améliorations technologiques dans l'utilisation des ressources.
La sobriété économique est le juste niveau en matière de limitation qu'on s'impose, abstinence, ascèse, décélération et rejet de ce qui encombre et est inutile. Il s'agit avant tout de changement de comportement et de transformations sociétales. Cela remet en cause la société de consommation.
Considérée comme « un parent pauvre mais pourtant incontournable de la transition énergétique », la sobriété énergétique s'oppose à la notion de gaspillage énergétique.

### Typologie
La sobriété énergétique peut se mettre en œuvre selon différents champs d’application, c’est ainsi qu’elle est conceptualisés par l'association négaWatt,, :
- la sobriété dimensionnelle : en privilégiant un équipement adapté au besoin, lors du choix d'achat ou d'investissement (ex. : préférer un logement de faible surface, utiliser un véhicule adapté à la charge et au nombre de passagers) ;
- la sobriété collaborative : en mutualisant les usages des espaces, des biens, etc. (ex. : covoiturage, autopartage, colocation, prêt de matériel entre voisins). Cet aspect est aussi mis en avant par les partisans de l'économie collaborative ;
- la sobriété d'usage : en gérant raisonnablement l'utilisation des appareils et des biens (ex. : écoconduite, précautions d'emploi pour limiter la casse et l'usure prématurée des biens, régulation du chauffage) ;
- la sobriété organisationnelle : en structurant différemment dans l'espace et le temps les activités (ex. : promotion du télétravail, aménagement du territoire, mise à disposition de transports en commun) ;
- la sobriété matérielle : en diminuant la consommation de biens et de produits matériels (ex. : réduction du taux d’équipements, limitation des emballages). Ces mêmes biens nécessitent en effet indirectement de l'énergie pour être conçus, assemblés, transportés, etc. On parle alors d'énergie indirecte, ou d'énergie grise.

L'association Virage énergie propose quant à elle une catégorisation par axes stratégiques, impliquant plusieurs passages, :
1. De la surabondance à la suffisance matérielle ;
2. De la centralisation à la relocalisation ;
3. De l'omniprésence du travail salarié à la valorisation des activités autonomes ;
4. De la propriété au service partagé ;
5. Du culte de la vitesse à la mobilité économe ;
6. De l'artificialité anthropocentrée à la transversalité nature-culture.

### Choix et imposition de la sobriété
La sobriété s'exprimant en partie par une limitation des consommations de biens et de services, elle est souvent associée à une démarche volontaire. A contrario, la sobriété peut être subie et dès lors assimilée comme étant une sobriété involontaire, imposée. Elle peut alors être assimilée à la pauvreté, notamment dans les cas de précarité énergétique.
Selon Luc Semal et Bruno Villalba, le caractère volontaire ou imposé de la sobriété est plus ambigu. L'étude de différents acteurs (AMAP, Forum Permanent de l'insertion...) met en avant une « adaptation choisie à un faisceau de contraintes subies ». Les contraintes sont en effet de diverses natures économiques (prix de l'énergie, des biens de consommation...), matérielles (pénuries...) et sociales (tensions...). En d'autres termes, la sobriété consiste à choisir la manière dont la limite est subie, notamment en faisant évoluer cette limite.
Dominique Bourg et Christian Arnsperger proposent quant à eux trois types de scénarios de réduction des consommations. Si une sobriété choisie est selon eux plus désirable, une sobriété involontaire pourrait être imposée par les pouvoirs publics si le processus démocratique ne suffit pas à tenir les impératifs climatiques et d'épuisement des ressources. Si aucune de ces deux solutions n'est retenue, c'est la finitude du monde et les contraintes naturelles qui feront advenir le troisième scénario : un effondrement subi,,.
Pour la sociologue Sophie Dubuisson-Quellier « nous avons besoin de politiques pour mettre en place les conditions sociales et économiques de la sobriété [...], elles touchent à l'aménagement du territoire, à la régulation de l'étalement urbain, aux investissements dans les transports collectifs et dans la rénovation énergétique des bâtiments. Elles requièrent une planification, avec une trajectoire des jalons, et des moyens pour vérifier qu'on est sur la bonne voie ». « Si l'on n'accompagne pas la reconversion écologique, il y aura des résistances[...]. C'est pourquoi il est impératif de consacrer des sommes massives aux investissements et à l'accompagnement de ce qui s'apparente à une gigantesque restructuration à mener en un temps très court ».
Selon Dominique Méda, « la notion de sobriété dans la littérature scientifique, renvoie à la juste répartition des ressources et des efforts ». « Les inégalités sociales sont un obstacle aux politiques de sobriété ».

## Besoins
La sobriété énergétique est intimement reliée à la notion subjective de besoin. L'association négaWatt classe les besoins sur une échelle allant des besoins « vitaux » aux besoins « nuisibles », qu'elle invite à comparer, dans son manifeste, à « la mesure de l'impact de ces pratiques ».
Pour Christian Arnsperger, l'Humanité devrait se déconditionner du dogme de la croissance . Dans son ouvrage "L’existence écologique" analysé par Le Monde, « dans les sociétés occidentales modernes, le désir se transforme bientôt en besoin : les biens matériels jadis considérés comme des luxes, deviennent des nécessités. Aussi le sujet libéral est-il toujours insatisfait : il vit dans une rareté imaginaire, fondée sur le désir mimétique et sur une « compulsion de la nouveauté » qui ne peut être assouvie que par de nouveaux cycles d’innovations techniques et de croissance ».
La connaissance des impacts devient donc nécessaire pour évaluer la nécessité des besoins. Il s'agit de distinguer les désirs des besoins véritables, comme y enjoint la sociologue Dominique Méda, afin de sortir d'une société de consommation : « l'enjeu est d'être capable d'orienter nos désirs vers autres choses que ce quoi ils portent aujourd'hui : à la place des biens de consommation à vocation ostentatoire, il faudrait que nous soyons capables de déployer des activités enthousiasmantes, utiles, à forte dimension collective ». Il faudrait substituer à des objectifs de croissance « des objectifs plus concrets : emplois, santé,  qualité des produits, satisfaction des besoins de tous ».
La consommation ostentatoire n’a ainsi pas vocation à satisfaire un besoin, mais à revendiquer son appartenance à un statut social supérieur. Ce rôle social de la consommation a été mis en avant en particulier par l’économiste américain Thorstein Veblen.
Selon Philippe Dessertine, un développement durable au niveau mondial doit remettre en cause « [le] mouvement, [la] concentration, [l']hyperconsommation » de la population. L'Occident fait la promotion, par-delà la publicité, de son modèle économique d'hyperconsommation en s'appuyant sur la diffusion des produits culturels « de type film, série, littératures, jeux électroniques, revues, presses, réseaux d'influenceurs ».

## Publicité
La publicité est susceptible de créer des besoins. Pour La Quadrature du Net, elle ne crée pas de valeur et l’énergie qui y est investie peut être perçue comme gaspillée ; ainsi elle entraîne des conséquences environnementales et sociales par la surconsommation de biens. De fait, la grande majorité des dépenses publicitaires (31 milliards d’euros par an en France) sont réalisées par des multinationales spécialisées dans la vente de produits et de services énergivores : SUV, voyages en avion, restauration rapide, équipements numériques, etc..
La publicité a des conséquences directes sur les émissions de gaz à effet de serre, l’utilisation du papier et la consommation d’énergie par l'infrastructure d'internet ou des médias audiovisuels. En cela elle s'opposerait à la sobriété énergétique.
La feuille de route sur l’économie circulaire publiée par le ministère français de l'écologie en mars 2018 prévoit en son article 16 de « renforcer la lutte contre la publicité incitant à la mise au rebus  [sic] prématurée des produits et au gaspillage des ressources ».
Selon l’économiste Tim Jackson, les incitations à réduire son empreinte carbone « resteront inaudibles ou seront rejetées comme de la manipulation tant que tous les messages relatifs à la consommation iront dans la direction opposée ».

## Histoire

### Énergie disponible à la demande
Depuis le début de l'ère industrielle, la société a vu ses consommations d'énergie croître quasi constamment.
Selon Barbara Nicoloso, cette croissance a été multipliée par sept au cours du xxe siècle, du fait de l'explosion démographique et d'autres facteurs. « Les modes de consommation se sont progressivement diversifiés avec l’intensification de la mondialisation des échanges commerciaux rendue possible par le développement du fret aérien et du fret maritime avec l’introduction du conteneur dans les années 1960 ». « Le modèle des centres-bourgs concentrant les activités commerciales et économiques dans les villes et les villages a progressivement été remplacé par celui des grands centres commerciaux et des zones d’activités situés en périphérie des villes, bien souvent uniquement accessibles en voiture ».
En permettant un développement économique sans précédent, cette croissance fait face à de nombreuses critiques à partir des années 1970, du fait des impacts environnementaux associés (changements climatiques, pollution atmosphérique, dégradation des écosystèmes, impacts sanitaires...), ainsi que des dépendances s'instaurant et de la finitude des ressources.
Le Club de Rome d’avril 1968, la conférence de Stockholm de juin 1972, le rapport Meadows (Les Limites à la croissance) posent déjà la contradiction de la croissance infinie dans un monde fini. Ces positions sont inaudibles à l'époque  dans une économie mondiale en plein développement, le discours n'est pas suffisamment fédérateur pour entraîner le virage vers la sobriété.

### Chocs pétroliers
En premier lieu, ce sont les chocs pétroliers de 1973 et de 1979 qui provoquent les premières mesures de sobriété énergétique, connues notamment en France sous le nom de « chasse au gaspi ». Les incitations et appels à la modération vont de pair avec les contraintes réglementaires, tels que la réduction des vitesses sur les routes dans plusieurs pays.
Ces crises d'approvisionnement amènent une prise de conscience, qui entraîne alors une première transition énergétique : lancement du programme nucléaire en France, développement des pompes à chaleur et des énergies renouvelables, mise en place de la réglementation thermique des bâtiments, etc.
En France, le mouvement écologique prend son essor et présente un premier candidat l'élection présidentielle française de 1974, René Dumont, qui préconise en particulier les économies d'énergie et l'usage des énergies nouvelles (ou énergies renouvelables). « Les lois du marché ne peuvent plus jouer. Si on continue à répartir les richesses comme on le fait, avec 6 % de la population qui absorbe un tiers de l’énergie mondiale, ça ne peut pas continuer comme ça ! ». Pierre Rabhi soutient le principe de décroissance dans les années 1990 et développe le concept d'oasis, qui repose sur cinq principes fondamentaux : autonomie alimentaire, construction écologique et sobriété énergétique, mutualisation d'espaces et de services, gouvernance participative, accueil.
Temporaires, les chocs pétroliers sont rattrapés par des contre-chocs, permettant la reprise de la croissance dans la consommation d'énergie.

### Catastrophe nucléaire de Fukushima
En 2011, le tsunami au nord-est du Japon a entraîné l'accident nucléaire de Fukushima, le Japon  a du faire face à l'arrêt de ses centrales nucléaires et de certaines centrales thermiques décidé par le gouvernement. Une politique de sobriété énergétique en temps de crise a été mise mise en place.
Les entreprises ont réduit leurs consommations en éteignant les enseignes, les grands écrans, les vitrines, en optant pour l'éclairage LED, en choisissant des équipements plus économes en particulier pour la climatisation. 
Les particuliers ont fait de même pour leurs éclairages, l'électroménager et leurs climatisations. Les efforts ont permis de réduire de 15 % la consommation électrique en journée
L'effort n'a pas été poursuivi par une politique de long terme.

### Changement climatique et transition énergétique
Dans les années 2000, la prise de conscience des impacts environnementaux dus à l'utilisation importante d'énergie fait apparaître la nécessité d'un changement de modèle énergétique.
La France se dote d'une stratégie nationale bas carbone, feuille de route publiée en 2015, et d'une Convention citoyenne pour le climat en 2019, qui formule dans son rapport publié en juin 2020 149 propositions comprenant en partie des mesures de sobriété énergétique.
Des scénarios prospectifs se développent alors, notamment dans le cadre de l'objectif Facteur 4 (en France), visant à diviser les émissions de gaz à effet de serre par quatre entre 1990 et 2050. Les scénarios proposent diverses trajectoires d'évolution des productions et des consommations d'énergie à échelle nationale. L'association négaWatt promeut une approche en trois dimensions de la transition énergétique,,, reposant sur :
- la sobriété énergétique : « prioriser les besoins énergétiques essentiels dans les usages individuels et collectifs de l'énergie » (ex. : mettre un pull au lieu d'augmenter le chauffage, prendre le vélo plutôt que la voiture) ;
- l'efficacité énergétique : « réduire la quantité d'énergie nécessaire à la satisfaction d'un même besoin » (ex. : isoler son logement, améliorer les rendements des appareils et des véhicules) ;
- le développement des énergies renouvelables venant se substituer aux énergies fossiles et nucléaires (ex. : bois-énergie, éolien, solaire photovoltaïque, solaire thermique).

Le terme de « sobriété » est repris dans certains textes de programmation énergétique locale (Plan climat-air-énergie territorial). Il est également repris pour des approches sectorielles ou de familles d'usages, ainsi la sobriété numérique promeut la réduction de la consommation de matériel et de services informatiques.
Dans son rapport de 2021, RTE évoque trois trajectoires principales de consommation, dont une de « sobriété » (moins de déplacements individuels au profit des mobilités douces et des transports en commun, moindre consommation de biens manufacturés, économie du partage, baisse de la température de consigne de chauffage, recours à davantage de télétravail, sobriété numérique, etc.), à 555 TWh en 2050 correspondant à une réduction de 20 % d'énergie consommée d'ici 2050. Les six scénarios présentés par RTE reposent sur la seule trajectoire médiane, qui sert de « référence » donc ne retient pas la sobriété comme hypothèse de travail. En 2022, RTE complète son étude permettant d’atteindre la neutralité carbone en 2050 en intégrant la trajectoire de « sobriété » (ainsi qu'un autre de « forte réindustrialisation ») nécessitant un changement de mode de vie. Le choix de la sobriété est moins cher d'environ dix milliards d'euros par an par rapport à la référence pour l'ensemble du système (production, flexibilités, réseau).
Selon le Labo de l'économie sociale et solidaire, la sobriété énergétique est le premier des trois axes de la transition, devant l’efficacité énergétique et le développement des énergies renouvelables. Mais l’économie libérale repose sur la nécessité d’une croissance perpétuelle. Pour l’assurer, un accroissement considérable de la consommation d’énergie est présenté comme incontournable. Un changement des habitudes de consommation, des modes de vie et de l'organisation collective permettant la sobriété énergétique est une exigence pour limiter le changement climatique.
Selon Sarah Thiriot de l'Ademe, s'appuyant sur une étude sociologique qualitative, au-delà des comportements individuels, il faut repenser l'organisation collective pour créer les conditions sociales, économiques, institutionnelles qui rendront la sobriété désirable et accessible. Les mesures de politique publique devraient se faire dans le cadre de la justice sociale.
Atteindre la neutralité carbone en 2050 ne sera possible qu’à condition que le monde réussisse à décorréler l’évolution du produit intérieur brut des émissions de CO2.
En 2023, la France s'engage dans une planification écologique sans contraintes, qui comprend peu d'incitation à la sobriété. Le transport y est le secteur qui émet le plus de gaz à effet de serre, qui représente 32,2 % de ses émissions en 2022. Pour faire baisser les émissions du secteur aérien, la réduction du nombre de vols est le levier d’action le plus efficace et immédiat, mais le gouvernement exclut l'outil de la taxation du kérosène et des billets d'avion (au niveau mondial, la réduction de la flotte n'est pas planifiée, la compensation est peu efficace,). Pour inciter à la sobriété énergétique dans le transport routier, une taxe sur le poids des véhicules s'applique, à partir de 2024, à l'achat de voitures neuves de plus de 1 600 kilogrammes ; elle ne touche que 5 % à 6 % du marché, mais pourrait concerner 40 % des véhicules neufs si le seuil était baissé à 1 300 kilogrammes. La tendance du marché est pourtant orientée vers des véhicules lourds, les SUV. Un autre paramètre est le déclenchement d'un malus écologique à 118 g/km d'émission de CO2 plafonné à 60 000 € pour les véhicules émettant plus de 193 g/km. Pour privilégier la sobriété, le nombre de voitures individuelles devrait baisser. Un important investissement dans le ferroviaire serait attendu pour inciter à privilégier le train. Selon le Réseau Action Climat, il faut faire payer les entreprises qui émettent le plus de gaz à effet de serre et les ménages les plus aisés, tout en supprimant les nombreuses niches fiscales qui favorisent des activités nuisibles au climat,,.

### Arrêt des exportations de gaz russe vers l'Europe
En 2022, à la suite de l'invasion de l'Ukraine par la Russie, l'Union européenne impose des sanctions économiques à la Russie. En retour, la Russie arrête certaines exportations de gaz russe vers l'Europe.
La France et l’Europe se préparent à une coupure totale des approvisionnements en gaz en provenance de Russie. Certains pays de l'Union européenne voient déjà leur approvisionnement en gaz russe coupé (Pologne, Bulgarie, Finlande), d’autres ont vu leurs livraisons passablement réduites (Allemagne, Autriche, Danemark, Italie, Pays-Bays...).

#### Mesures d'économie d'énergie

##### Union européenne
En raison de sa dépendance énergétique et en réponse à l'arrêt ou au risque d'arrêt des exportations russes, l'Union européenne demande à ses membres de réduire leur consommation de gaz de 15 % d'août à mars par rapport à la consommation moyenne sur ces mêmes mois entre 2016 et 2021, afin d'éviter une pénurie pendant l'hiver suivant. Le règlement prévoit la possibilité pour le Conseil de l'Union européenne de rendre cette mesure obligatoire. Le règlement (UE) 2022/1369 du conseil du 5 août 2022 relatif à des mesures coordonnées de réduction de la demande de gaz entre en vigueur le 9 août, un jour après sa publication,.
L’Agence internationale de l’énergie propose différentes mesures, comme le télétravail, le dimanche sans voiture, la réduction du prix des transports en commun ou une réduction d'au moins 10 km/h de la vitesse sur les autoroutes.

##### Suisse
En Suisse, l'écoconduite est considérée comme une approche possible pour réduire la consommation de carburant.

##### France
En 2022, les pouvoirs publics et les énergéticiens cherchent des solutions de remplacement au gaz russe. L'arrêt des importations du gaz russe a fait exploser le prix du gaz et le prix de l'électricité de marché en Europe (les dernières unités de production appelées fonctionnent au gaz), ce qui a eu des répercussions en France sur les entreprises et les particuliers et motivé la recherche d'économies d'énergie.
Les particuliers sont invités à diminuer leur consommation électrique domestique, pour assurer la suffisance de la production pendant le pic de consommation hivernal (une grande partie du parc nucléaire français étant alors à l'arrêt pour maintenance, grand carénage, sécheresse ou incidents).
Des conseils sur l'utilisation des appareils domestiques qui consomment le plus sont prodigués pour en optimiser l'usage.
Le 23 août 2022, le cabinet de réflexion stratégique Terra Nova suggère de dépasser les écogestes, en instaurant une sobriété énergétique collective fondée sur l’exemplarité et sur la pédagogie pour « remplir l’objectif que s’est fixé le gouvernement, à savoir 10 % d’économies d’ici à deux ans par rapport à 2019 ». Par exemple, réduire l'éclairage nocturne des monuments publics, éteindre les écrans publicitaires la nuit, inclure un point énergie dans le bulletin météo. Il faut aussi veiller à l’application des mesures déjà inscrites dans la loi et qui ne sont pas respectées : interdiction des chauffages en terrasse, respect de limites de chauffage et de climatisation dans les bâtiments publics (19 °C maximum pour le chauffage, 26 °C minimum pour la climatisation), extinction des enseignes lumineuses la nuit, fermeture de tous les meubles réfrigérés dans les hypermarchés,.
Quatre-vingt quatre dirigeants d’entreprises français plaident pour faire de la sobriété, dont la sobriété énergétique, un choix collectif. « La sobriété suppose un réel changement de paradigme, mis en lumière dans le dernier rapport du GIEC ». « La stratégie de sobriété durable en entreprise passera obligatoirement par un partage de la valeur équitable ». « La sobriété est également ce qui nous permettra d’allier développement économique et avancées sociétales et environnementales majeures, en proposant aux Français de nouvelles solutions alliant innovation scientifique, écologique et sociale qui répondent à des besoins essentiels plutôt que d’en créer ».
Le 18 juillet 2022, le secteur de la grande distribution, comprenant notamment E.Leclerc, Carrefour, Système U, Les Mousquetaires Intermarché, Auchan, Casino, Franprix, Monoprix, Lidl et Picard, s’est accordé sur un plan de « sobriété énergétique ». Ce plan comprend des mesures telles qu'éteindre les enseignes lumineuses dès la fermeture du magasin, réduire de moitié l’éclairage de la surface de vente avant l’arrivée du public et de 30 % lors des périodes critiques de consommation, couper le renouvellement d’air la nuit, décaler la production de glace.
Dans une circulaire adressée à ses ministres, le 26 juillet 2022, Élisabeth Borne demande « l’exemplarité » des administrations en matière d’économies d’énergie, à travers une série de mesures visant à « réduire la consommation d’énergie et accélérer la sortie des énergies fossiles ». Le 30 août 2022, la Première ministre, dans la perspective d’une rupture des approvisionnements en gaz russe (et plus globalement, de la transition écologique) demande aux patrons de « prendre leur part » pour réduire la consommation d’énergie cet hiver, mais sans mesures contraignantes.
À compter du 1er août 2022, le département de Seine-Maritime met en place un plan d'économie d'énergie comprenant des mesures telles que baisser la température du chauffage, installer des détecteurs de mouvements pour éclairage dans les bureaux et bâtiments départementaux, réduire les déplacements des agents, étudier l'impact du télétravail, favoriser un démarche d'écoconduite des personnels, passer 50 % des voitures du département à l'électrique à l’horizon 2025.
Le 2 septembre 2022, la  maire de Lille, Martine Aubry, annonce son plan de sobriété énergétique : les mises en lumière des bâtiments publics seront éteintes dans la ville la nuit sauf sur la Grand’Place et la place de l’Opéra . Les fontaines ne seront pas remises en fonctionnement après la Braderie.
En septembre 2022, la maire de Paris Anne Hidalgo présente son plan de sobriété énergétique pour la municipalité. Son objectif est de faire baisser la consommation de 10 % : l'hôtel de ville de Paris, la tour Saint-Jacques, les musées de la ville de Paris et les mairies d'arrondissement cesseront d'être éclairés à 22 h, la tour Eiffel sera  éteinte à 23 h 45, heure de départ du dernier visiteur. La température dans les écoles, complexes sportifs et autres bâtiments municipaux va être abaissée d'un degré en journée, passant de 19 à 18 °C, hors Ehpad et crèches, et à 12 °C toutes les périodes où ces bâtiments sont inoccupés. La température de la quarantaine de piscines parisiennes va être également diminuée d'un degré, à la fois « à l'extérieur de l'eau et dans le bassin ».
Un décret d'octobre 2022 interdit les publicités lumineuses entre 1 heure et 6 heures du matin en France, à l’exception des aéroports, gares ou stations de métro. En cas de forte tension pour l’approvisionnement en électricité, toutes les publicités lumineuses, y compris dans les aéroports, gares et stations ou arrêts de transports en commun, devront être éteintes.
En 2020, l’Ademe relève que les 1 400 écrans publicitaires numériques parisiens présents dans le métro et les gares émettent en gaz à effet de serre autant « que les émissions dues à l’utilisation du métro parisien par 20 millions de passagers ». Les aéroports, gares, stations de métro s'engagent à éteindre les publicités lumineuses la nuit avant le 1er janvier 2024.

##### Allemagne
Pour répondre au besoin de sobriété en 2022 et à sa dépendance économique importante au gaz russe (en particulier au moyen des gazoducs Nord Stream 1 et 2), l'Allemagne adopte une série de mesures. Dans les administrations et bâtiments publics, le chauffage sera abaissé et l'eau chaude sanitaire supprimée aux lavabos. Les entreprises pourront chauffer en deçà des températures réglementaires. Les commerces chauffés ne doivent pas garder les portes ouvertes, l'éclairage de nuit de bâtiments et les publicités lumineuses doivent être éteintes entre 22 et 6 heures. Le chauffage de piscines privées est prohibé pendant six mois. Par ailleurs, les trains de transport d'énergie deviennent prioritaires sur les trains de passagers.
Alors qu’en France le concept de sobriété énergétique prend de l'ampleur, en Allemagne, le concept équivalent de Suffizienz reste largement absent des discours politiques, des textes législatifs et des unes des journaux. Il a cependant fait l’objet, à partir des années 2010, d’un nombre croissant de publications et de projets de recherche. Cette absence lexicale est particulièrement visible lorsqu’on compare les traductions officielles des textes législatifs européens. Quand les versions françaises emploient le mot « sobriété », les traductions allemandes parlent de « mesures de réduction de consommation » (Maßnahmen zur Verbrauchsminderung) ou de « faible consommation d’énergie » (geringer Energieverbrauch). Le « décret relatif aux économies d’énergie de court terme » (EnSikuMaV), adopté par le gouvernement allemand en octobre 2022, comprend des mesures similaires au plan de sobriété français, mais ne fait aucune mention de la Suffizienz.

## Recherche dédiée
La recherche sur la sobriété énergétique est principalement dominée par des approches qualitatives, comme le montrent les travaux de Ingeborgrud et al. (2020). Ces études se concentrent généralement sur des méthodologies compréhensives (ethnographies, entretiens, etc.) qui explorent les motivations sous-jacentes à la déconsommation et au rejet de certains modes de consommation. Cependant, les recherches quantitatives, qui permettraient de mesurer et d'intégrer la sobriété énergétique dans des modélisations globales, restent rares. Par exemple, le domaine des services de mobilité partagée est peu étudié sous l'angle de la sobriété énergétique.
Cette lacune méthodologique limite une compréhension approfondie et systémique du phénomène. Une démarche de recherche mixte, combinant approches qualitatives et quantitatives, pourrait contribuer à enrichir la littérature existante. Elle permettrait d’évaluer les perceptions et les facteurs influençant l’intention d’adopter des modes de vie plus sobres, en lien avec des objectifs de préservation environnementale.